# Orzechowiec (Ukraina)
Orzechowiec (ukr. Оріховець, Orichoweć) – wieś na Ukrainie w rejonie tarnopolskim należącym do obwodu tarnopolskiego.

## Historia
W II Rzeczypospolitej wieś w powiecie skałackim województwa tarnopolskiego. Stacjonowały tu jednostki graniczne Wojska Polskiego: we wrześniu 1921 w Orzechowcu wystawiła placówkę 4 kompania 23 batalionu celnego, a po 1924 w miejscowości stacjonowała strażnica KOP „Orzechowiec”.
W 1939 r. wieś liczyła ok. 1350 mieszkańców, z których 43% stanowili Polacy. W latach 1943–1945 nacjonaliści ukraińscy z OUN-UPA zamordowali tutaj 7 Polaków i 1 Ukrainkę.
Do 2020 w rejonie podwołoczyskim.